# Puroi

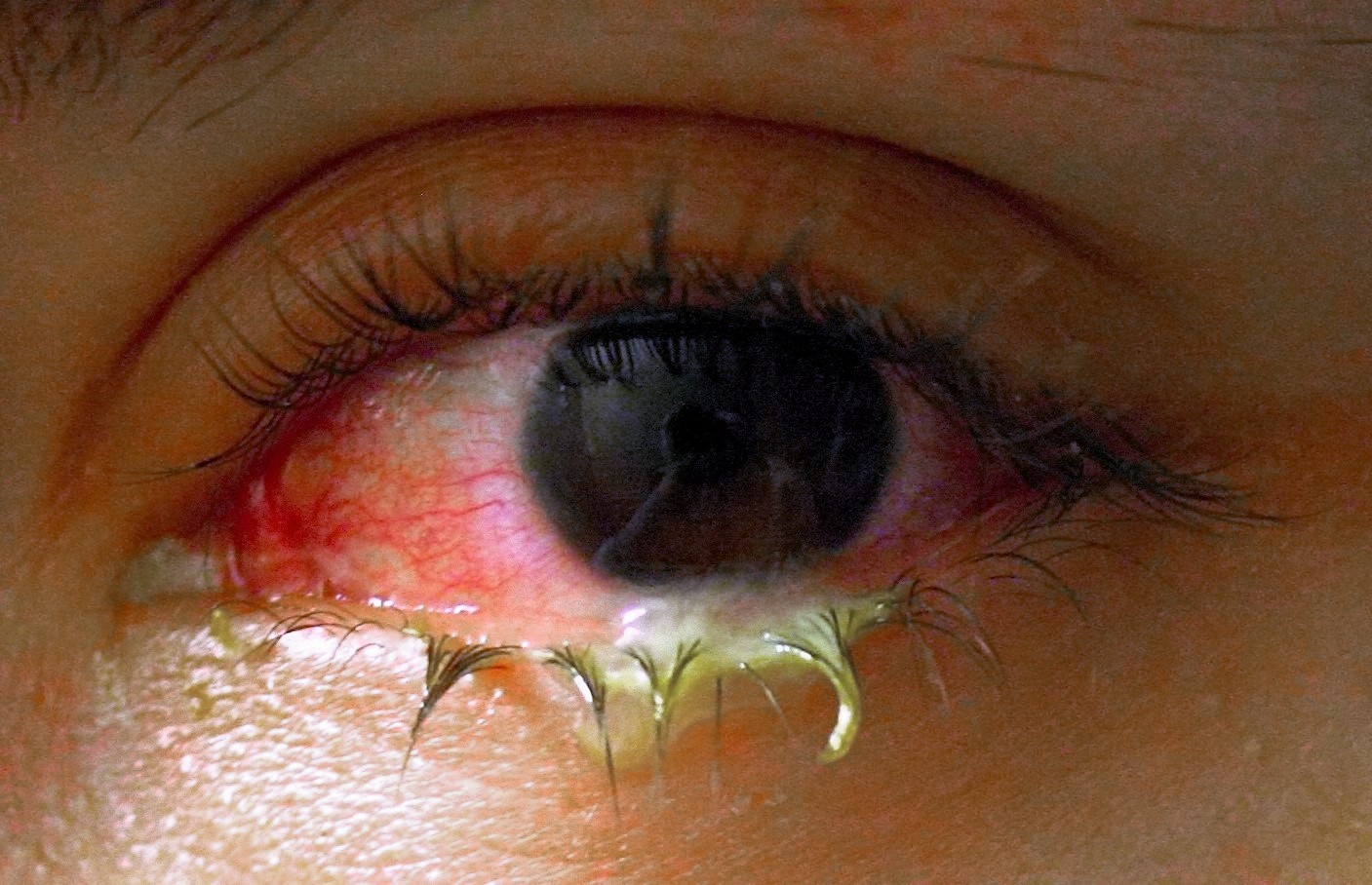
Puroi în conjunctivită

Puroiul este un lichid dens, vâscos de diferite culori de la alb, galben sau verzui, cu miros urât, care este produs în urma unei infecții bacteriene și este alcătuit din leucocite, plasmă, bacterii vii și moarte, proteine și alte resturi organice.  
Acumularea în exces a puroiului poate duce la complicații precum formarea de fistule, abcese, peritonite sau septicemii.